# Ernő Rubik
Ernő Rubik (ur. 13 lipca 1944 w Budapeszcie) – węgierski architekt i rzeźbiarz. W 1974 wynalazł zabawkę logiczną nazwaną od jego nazwiska kostką Rubika (węg. bűvös kocka, magiczna kostka).

## Życiorys
Ojciec Rubika był inżynierem lotnictwa pracującym w fabryce samolotów w Ostrzyhomiu, matka była poetką.
Ukończył studia na kierunku architektura na Politechnice w Budapeszcie (Műszaki Egyetem) w 1967 i pozostał na uczelni na studiach podyplomowych z rzeźbiarstwa. W latach 1971–1975 pracował jako architekt. Całe swoje dotychczasowe życie spędził na Węgrzech.
We wczesnych latach 80. XX wieku został redaktorem magazynu ...És játék, poświęconego grom i układankom. W 1983 założył Rubik Stúdió, gdzie projektował meble i gry. W 1987 został profesorem na stałym etacie, a w 1990 prezesem Węgierskiej Akademii Inżynierskiej (Magyar Mérnöki Akadémia), gdzie stworzył organizację International Rubik Foundation, wspierającą szczególnie utalentowanych młodych inżynierów i projektantów.
Obecnie zajmuje się głównie sprawami architektury i prowadzi Rubik Stúdió.
Jest osobą introwertyczną i trudno dostępną. Z reguły odrzuca propozycje udziału w zawodach w układaniu kostki Rubika na czas, chociaż był obecny na Mistrzostwach Świata w 2007 roku w Budapeszcie.
W 2014 otrzymał najwyższe węgierskie odznaczenie: Wielki Krzyż Orderu Świętego Stefana.